# Iwan Logginowitsch Medwednikow

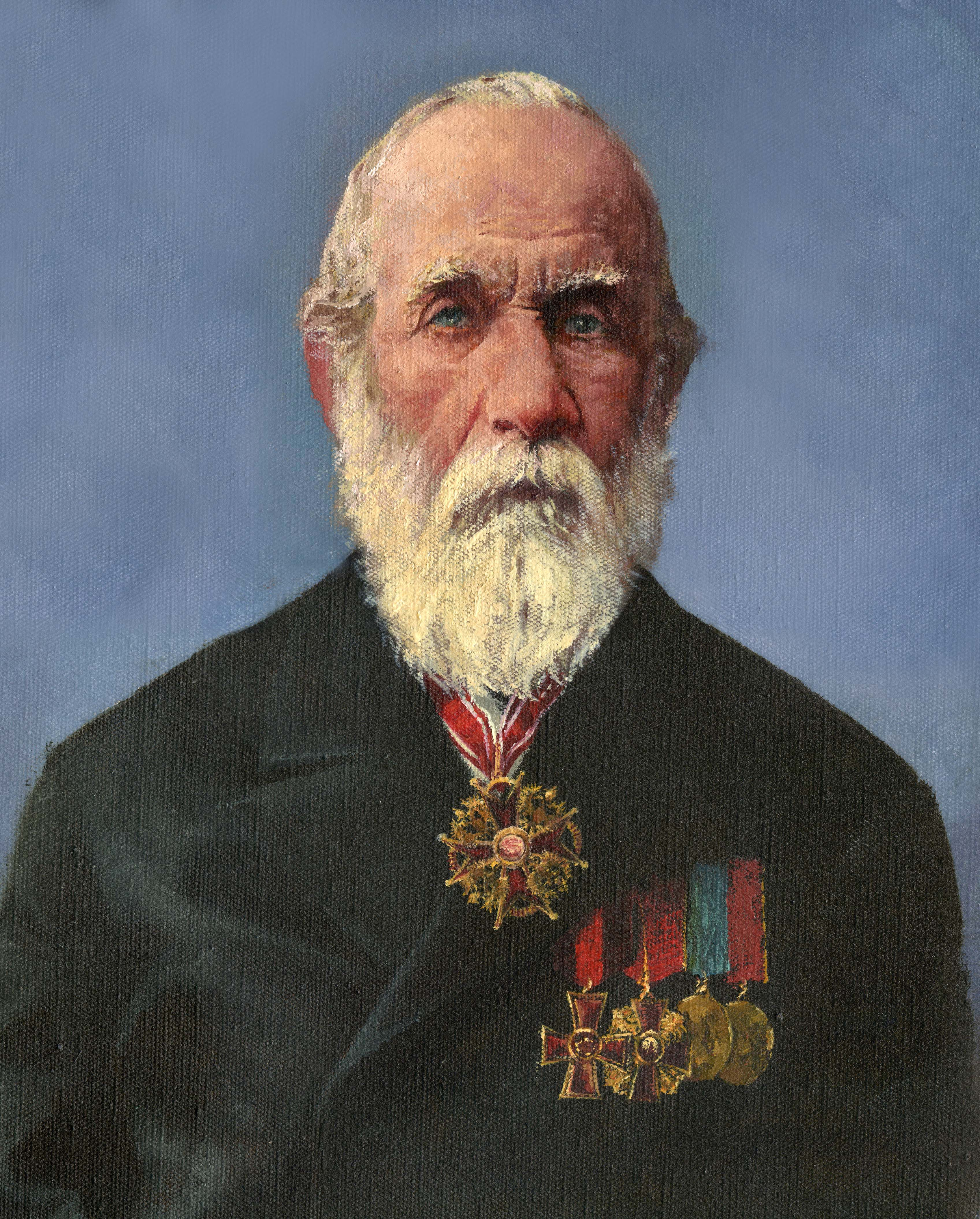
Iwan Logginowitsch Medwednikow

Iwan Logginowitsch Medwednikow (russisch Иван Логгинович Медведников; * 28. Oktoberjul. / 9. November 1807greg. in Irkutsk; † 20. Augustjul. / 1. September 1889greg. in Moskau) war ein russischer Unternehmer und Mäzen.

## Leben
Medwednikows Eltern waren der altgläubige irkutsker Kaufmann Loggin Fjodorowitsch Medwednikow und seine Frau Jelisaweta Medwednikowa. Die Vorfahren waren Donkosaken und an der Erschließung Sibiriens (mit Gründung Irkutsks) und Alaskas beteiligt. Medwednikows Frau Alexandra Xenofontowna Medwednikowa geborene Sibirjakowa stammte aus einer Unternehmer- und Mäzenatenfamilie.
Medwednikow erwarb ein großes Vermögen mit dem Pelzhandel, wofür er in Jakutien den Markt praktisch allein beherrschte. Dazu beteiligte er sich an der Goldgewinnung in Sibirien und an dem Handel mit China. Schon früh widmete er sich der Wohltätigkeit. Er wurde als Kaufmann der 1. Gilde Kommerzienrat (entsprechend der VIII. Rangklasse im Staatsdienst), so dass er nach dem Manifest von 1832 die erbliche Ehrenbürgerwürde erhielt.
1832 wandte sich Medwednikow mit seinem Bruder Loggin Logginowitsch entsprechend dem Wunsch ihrer verstorbenen Mutter Jelisaweta Medwednikowa an den Irkutsker Zivilgouverneur Iwan Bogdanowitsch Zeidler mit der Bitte um Unterstützung für die Errichtung eines Waisenhauses mit Schule für Mädchen. Finanziert werden sollte der Unterhalt des Waisenhauses durch die Erträge der von ihnen zu gründenden Privatbank. Dafür spendeten die Brüder 70.000 Rubel, und 10.000 Rubel kamen von weiteren Spendern. Zeidler legte dieses Gesuch dem Westsibirischen Generalgouverneur Nikolai Semjonowitsch Sulima vor, der es 1834 an den Innenminister Dmitri Nikolajewitsch Bludow in St. Petersburg weiterreichte. Bludow legte das Projekt dem Regierenden Senat vor, der sein zustimmendes Votum Kaiser Nikolaus I. zur Genehmigung zusandte. Im Juni 1836 genehmigte Nikolaus I. das Projekt mit seinem Ukas mit der Anweisung, alle Unterlagen der Kaiserin Alexandra Fjodorowna zur Prüfung vorzulegen, die dann die Schirmherrschaft über Waisenhaus und Bank übernahm. Die endgültige Verordnung wurde im November 1836 veröffentlicht. Das Waisenhaus wurde errichtet, wofür 20.000 Rubel der gespendeten Mittel für den Bau des Gebäudes verwendet wurden. Der Rest diente der Einrichtung der Bank. Die Bank wurde im Mai 1837 eröffnet. Iwan Medwednikow wurde 1887 Ehrenbürger der Stadt Irkutsk und war vier Jahre lang gewähltes Stadtoberhaupt Irkutsks.

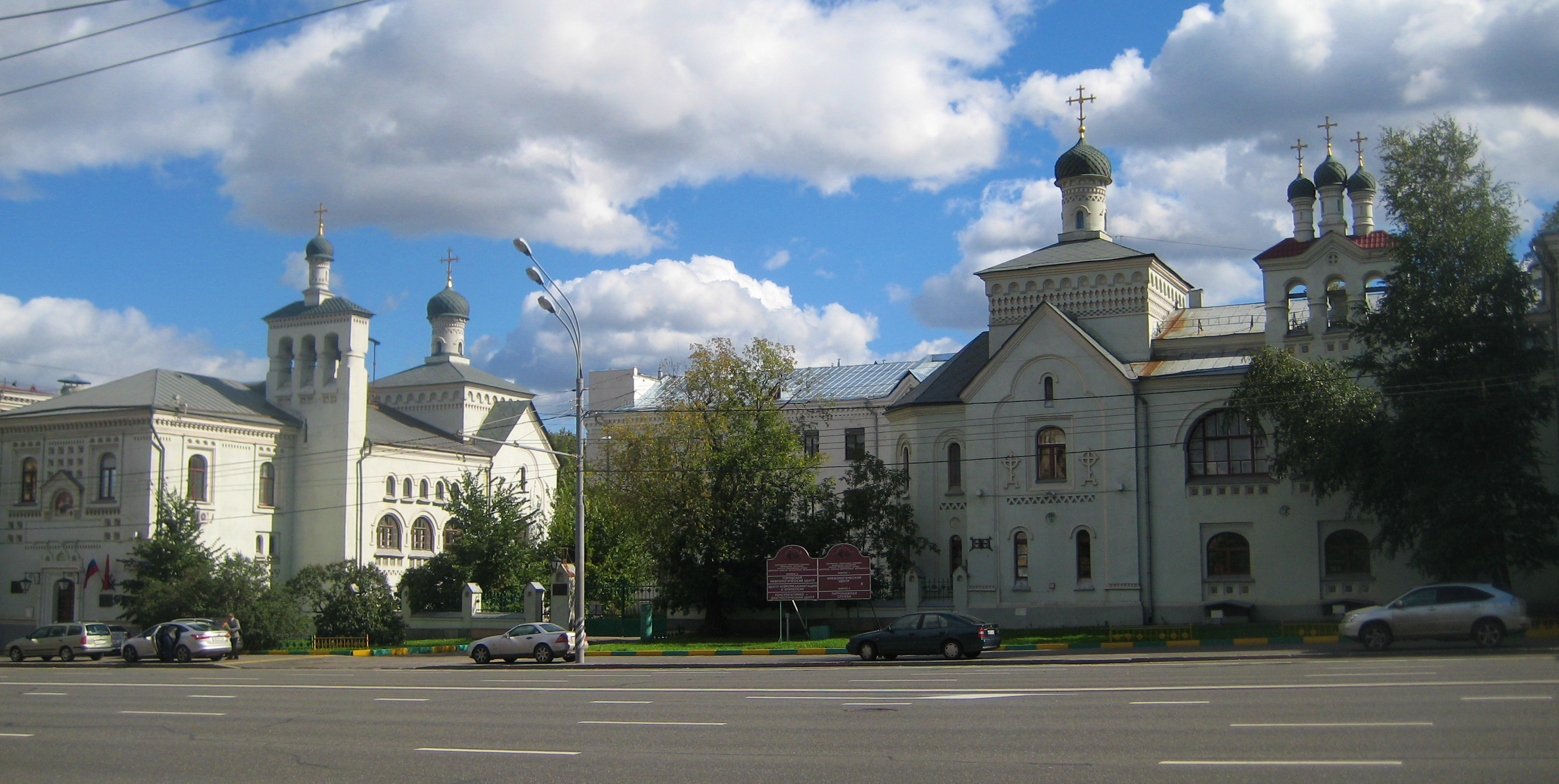
Medwednikow-Krankenhaus, Leninski Prospekt 27, Moskau

In den 1850er Jahren ließ sich Medwednikow mit seiner Frau in Moskau nieder. Sie setzten ihre Wohltätigkeitsarbeit fort und bauten Kirchen, Krankenhäuser und Gymnasien. Sie halfen unvermögenden Studenten und Gymnasiasten. Sie wurden zweimal der Kaiserin persönlich vorgestellt und erhielten zweimal den Segen des Heiligen Synods.
Iwan Medwednikow wurde im Moskauer Andronikow-Kloster begraben.
Nach dem Tod der Witwe Alexandra Medwednikowa 1899 erhielt 1900 die Stadt Moskau gemäß dem Testament Iwan Medwednikows und Alexandra Medwednikowas mehr als fünf Millionen Rubel für den Erhalt von Kirchen, Klöstern, Krankenhäusern, Lazaretten und Gymnasien. Errichtet wurden damit das Medwednikow-Gymnasium, ein Heim für psychisch kranke Kinder und Epileptiker, das Medwednikow-Krankenhaus für unheilbar Kranke mit einem Armenhaus und ein Lazarett. Mehr als zwei Millionen Rubel wurden für die Armenhilfe in Irkutsk und Moskau, für die Unterstützung von Kirchen, Klöstern und Krankenhäusern und für Stipendien für Studenten und Gymnasiasten verwendet.

## Ehrungen
- Goldmedaille am Anna-Band[2]
- Goldmedaille am Andrejew-Band
- Orden der Heiligen Anna III. Klasse
- Orden des Heiligen Wladimir IV. Klasse
- Sankt-Stanislaus-Orden II. Klasse[1]